# Hilary Rhoda
Hilary Hollis Rhoda (Chevy Chase, 6 aprile 1987) è una supermodella statunitense.

## Biografia
Ha un figlio, Nash, nato il 28 luglio 2020.

## Carriera
Dopo aver iniziato a lavorare come modella per l'agenzia Women Model Management, con lo pseudonimo Hilary St. Claire, la sua carriera prende una svolta decisiva quando appare nelle campagne pubblicitarie di Hollister ed Abercrombie. A quel punto della carriera passa all'agenzia IMG Models.
In seguito compare in diverse campagne per Max Mara, Balenciaga, Valentino, Belstaff, Dolce & Gabbana, Givenchy, Donna Karan, Gucci, Gap, Dsquared², Victoria's Secret, Blumarine e Ralph Lauren ed è apparsa sulle copertine di Vogue America, Vogue Italia (per tre volte), Vogue Francia, Harper's Bazaar, Time, Numéro, e W. Continua ad apparire regolarmente su W, Harper's Bazaar, ed in varie edizioni internazionali di Vogue, ed è una presenza costante sulle passerelle dell'alta moda di Christian Dior e Marc Jacobs, oltre ad essere una delle modelle preferite di Anna Wintour. Rhoda è spesso paragonata a Brooke Shields da giovane, per la sua forte somiglianza con'alttrice.
Nel maggio 2007 la rivista Vogue, ha promosso Hilary Rhoda come nuova supermodel insieme alle colleghe Doutzen Kroes, Caroline Trentini, Raquel Zimmermann, Sasha Pivovarova, Agyness Deyn, Coco Rocha, Jessica Stam, Chanel Iman, e Lily Donaldson.
Nel gennaio 2007 ha firmato un contratto con Estée Lauder come nuovo testimonial dell'azienda. Nel luglio dello stesso anno, con un guadagno annuo stimato intorno ai 2 milioni di dollari, la rivista statunitense Forbes l'ha collocata al dodicesimo posto fra le modelle più pagate del mondo.
Nel 2009 è diventata il nuovo volto di St. John (al posto di Angelina Jolie), di ERES e di Neiman Marcus. Nel 2013, secondo Forbes è stata la sesta modella più pagata al mondo, con un guadagno di 4 milioni di dollari. Nel luglio 2014, Forbes la include nuovamente nella classifica delle Top Model più pagate dell'anno, in nona posizione, stimando il suo guadagno lordo in circa 5 milioni di dollari, ex aequo con la modella brasiliana Alessandra Ambrosio, grazie anche ai contratti firmati con Totême, Sarar e Helmut Lang.
Nel 2012 e nel 2013 sfila per Victoria's Secret.

## Agenzie di moda
- IMG Models - New York, Londra, Milano